# Italiana (J-Ax e Fedez)
Italiana è un singolo dei rapper italiani J-Ax e Fedez, pubblicato il 4 maggio 2018.

## Descrizione
Il brano presenta una struttura tipicamente pop rap con un ritornello influenzato dalla musica latina e dalla musica dance.

## Video musicale
Il video è stato girato a Los Angeles ed è stato pubblicato il 7 maggio 2018 sul canale YouTube del duo. Il video si apre con Fedez che tiene in mano qualcosa (oscurato), poi lo incendia e lancia (compare per alcuni secondi la scritta ITALIANA J-AX & FEDEZ con le pale eoliche sullo sfondo), successivamente compaiono scene in cui i due rapper si divertono con altre persone e scene dove si svolgono varie attività. Successivamente compaiono due ragazze che entrano a rubare in un supermercato, per poi fuggire in macchina ed esibirsi in gara in una strada sterrata, con la bandiera italiana in mostra fuori dal finestrino dell'auto.

## Tracce
1. Italiana – 2:54

## Classifiche
| Classifica (2018) | Posizione massima |
| ----------------- | ----------------- |
| Italia            | 1                 |
| Svizzera          | 20                |